# Frans Vermeyen
Frans Vermeyen (Turnhout, 25 maart 1943 – Edegem, 18 januari 2014) was een Belgisch voetballer die speelde als aanvaller en later als middenvelder. Hij voetbalde in Eerste klasse bij K. Lierse SK en Antwerp FC en speelde zes interlandwedstrijden met het Belgisch voetbalelftal.

## Loopbaan
Vermeyen doorliep de jeugdreeksen van HIH Turnhout en werd in 1959 op zestienjarige leeftijd aangetrokken door toenmalig Eersteklasser K. Lierse SK. Hij debuteerde nog datzelfde jaar als linksbuiten in de eerste ploeg en scoorde in datzelfde seizoen nog vier doelpunten in de acht wedstrijden die hij meespeelde. Op het einde van het seizoen werd de ploeg landskampioen. Vermeyen viel dadelijk op als vlotte scoorder en hij werd tussen 1960 en 1962 regelmatig geselecteerd voor de nationale jeugdploegen.
In 1963 speelde Vermeyen zijn eerste wedstrijd met het Belgisch voetbalelftal en op het einde van dat jaar eindigde hij als derde bij de uitreiking van de Belgische Gouden Schoen. Vermeyen speelde tussen 1963 en 1965 in totaal zes wedstrijden met de nationale ploeg en scoorde hierbij twee doelpunten, allebei in 1964 in de thuiswedstrijd tegen Frankrijk die met 3-0 werd gewonnen.
Ook met Lierse bleef Vermeyen succesvol. In 1969 werd de Beker van België behaald na een 2-0 overwinning tegen Racing White. Het sportieve hoogtepunt uit zijn carrière is ongetwijfeld het behalen van de kwartfinales van de UEFA Cup 1971/72 tegen AC Milan nadat in een eerder stadium titelverdediger Leeds United en PSV werden uitgeschakeld.
In 1973 trok Antwerp FC hem aan en hij ging er meer op het middenveld spelen. Op het einde van zijn eerste seizoen werd Antwerp tweede in de eindrangschikking in Eerste klasse. Het daaropvolgende seizoen kwam Vermeyen niet meer veel aan spelen toe vanwege een zware blessure en in 1975 zette hij een punt achter zijn spelersloopbaan op het hoogste niveau. In totaal speelde Vermeyen in 16 seizoenen Eerste klassevoetbal 366 wedstrijden en scoorde hij hierbij 119 doelpunten.
Vermeyen besloot zijn spelerscarrière bij Witgoor Sport Dessel dat actief was in Derde klasse en er steevast in de middenmoot van de eindrankschikking eindigde.
Hij overleed in een ziekenhuis aan een beroerte op 70-jarige leeftijd.